# Diecezja Valence
Diecezja Valence (nazwa oficjalna: diecezja Valence (,Die, e Saint-Paul-Trois-Châteaux)) – diecezja Kościoła rzymskokatolickiego w południowo-wschodniej Francji. Powstała w IV wieku. W latach 1275–1678 nosiła nazwę diecezji Valence i Die. W 1801 uzyskała swoje obecne granice. W 1911 nadano jej obecną, dłuższą nazwę oficjalną. W 2002 została przeniesiona ze zlikwidowanej wówczas metropolii Awinionu do metropolii Lyonu.